# Anagallis hexamera
Anagallis hexamera là một loài thực vật có hoa trong họ Anh thảo. Loài này được P.Taylor mô tả khoa học đầu tiên năm 1955.